# 岩野新平
岩野 新平（いわの しんぺい、1855年12月29日（安政2年11月21日） - 1929年（昭和4年））は、明治から大正時代の司法官僚。大審院検事。

## 経歴
士族・岩野邦太郎の長男としてのちの徳島県に生まれる。1876年（明治9年）司法省法学校を卒業し、司法省に出仕。以来累進して1884年（明治17年）太政官権少書記官に任じ、法学学士となる。1886年（明治19年）判事となり、司法省参事官に任じ、欧米出張ののち1890年（明治23年）検事となり、長崎および和歌山地方裁判所検事正、東京控訴院検事を経て、1895年（明治28年）大審院検事となった。

## 栄典
位階
- 1884年（明治17年） - 正七位[1]
- 正五位[1]